# Constitution du Cameroun
Lire en ligne

Constitution de la république du Cameroun (sur Wikisource) Consulter

La Constitution du Cameroun fut promulguée le 18 janvier 1996.
Avec la libéralisation de la politique camerounaise dans les années 1990, les groupes de pression des régions anglophones exigèrent des changements dans le gouvernement camerounais, préférant un retour au système fédéral. Paul Biya répondit à la pression et, le 18 janvier 1996, promulgua la loi n° 96/06 établissant une nouvelle Constitution au Cameroun. Les principaux changement concernaient l'article 14, qui établissait le Sénat comme chambre haute de la législature, et l'article 6, qui étendait la durée du mandat du président à 7 ans, et qui plaçait le président du Sénat ou le vice-président comme successeur du présidents. La Constitution remplace les provinces par des régions semi-autonomes. Le Sénat fut créé par le décret  2013/056 du 27 février 2013.

## Modifications de la constitution
Depuis l'adoption de la première constitution, le Cameroun aura connu 13 modifications constitutionnelles.

## Sources
1. ↑  Les différentes modifications constitutionnelles au Cameroun

- (en) Cet article est partiellement ou en totalité issu de l’article de Wikipédia en anglais intitulé « Constitution of Cameroon » (voir la liste des auteurs).

La loi constitutionnelle de 1996 porte sur trois articles 4,7 et 14

## Compléments